# Instituto Traumatológico Dr. Teodoro Gebauer Weisser
El Instituto Traumatológico Dr. Teodoro Gebauer Weisser es un recinto hospitalario público de alta complejidad para tratamientos ortopédicos y traumatológicos, que forma parte de la red asistencial del Servicio de Salud Metropolitano Occidente. Se encuentra ubicado en calle San Martín n.º 771, en la comuna de Santiago, en la ciudad de homónima de Santiago, Chile.

## Historia
Fue fundado el 9 de diciembre de 1937 por el ministro de Salubridad Eduardo Cruz-Coke, bajo dependencia de la Caja de Accidentes del Trabajo.
El 1 de mayo de 1968 el Instituto pasó a depender del Servicio Nacional de Salud, y se constituyó como un establecimiento especializado de traumatología del sistema público. En 1987 pasó a formar parte de la red del Servicio de Salud Metropolitano Occidente.
El 26 de diciembre de 1994 el recinto tomó el nombre del Dr. Teodoro Gebauer Weisser, fundador, primer director y primer docente de traumatología de la Universidad de Chile.